# Maijunas
Ne doit pas être confondu avec Orejón.
Les Maijuna (« nous, êtres humains »)— Mai Huna en phonétique internationale — ou Orejónes (« grandes oreilles ») selon l'administration coloniale, sont un peuple autochtone d'Amazonie du Pérou, rattaché à la famille linguistique tucano occidentale, vivant sur les rives des rivières Yanayacu, Sucusari, Algodón et Putumayo dans la région de Loreto. Ils parlent le maijiki, une langue tucanoane.

## Dénomination
Localisés au début du XXe siècle au Pérou, entre les rivières Napo et Putumayo, l'administration coloniale les nomme Orejónes (« grandes oreilles ») et les colons avoisinant leur communauté les appellent Cotos (terme désignant le singe hurleur). Les Maijuna reprennent leur nom propre à partir des années 1990. D'abord écrit [mai huna] en phonétique internationale, ce qui veut dire « nous, êtres humains », leur nom est désormais orthographié « maijuna » en espagnol. Le terme [juna] marquant un collectif, il n'est pas nécessaire d'indiquer la marque du pluriel.

## Histoire
Les Maijunas descendent des Payaguas, qui vivaient d'abord sur les bords des rivières Napo, Putumayo et Caquetá (Bellier 1991). La population actuelle est le résultat d'une histoire de migrations et de relations interethniques avec les autres peuples tucanos occidentaux (notamment Siona et Secoya) ainsi que d'autres groupes linguistiques.
Aux XVIe et XVIIe siècles, les Maijuna étaient considérés, avec l'ensemble des peuples tucanos occidentaux, comme faisant partie de ce que les missionnaires appelaient les « Encabellados ». À cette époque, ils ont été raflés et rassemblés dans les encomiendas par les encomenderos (es), pour travailler dans les champs aurifères, et ce jusqu'à la fin du XVIIe siècle, lorsque les Payaguas, accompagnés par les Tamas (es), s'échappent et atteignent la région reculée de l'Alto Magdalena (es). Malheureusement, tous ces peuples sont à nouveau asservis dans de nouvelles encomiendas. S'ensuit alors une série interminable de rébellions et d'attaques, qui finirent par faire renoncer aux encomenderos d'entrer sur leurs territoires.
C'est au XVIIIe siècle que les missionnaires jésuites parviennent à pacifier les Payaguas et les autres ethnies tucano septentrionales, tandis que les missionnaires franciscains font de même avec les ethnies tucanes occidentales.

## Société

### Langue
Les Maijuna parlent le maijiki, une langue tucanoane.